# Globalizacija
Vidi još: Ekonomska globalizacija
Globalizacija je skup procesa (gospodarskih, društvenih, političkih i kulturnih) koji vode preobrazbi životnih uvjeta te sve većoj povezanosti i međuovisnosti pojedinih dijelova suvremenog svijeta. Pojam globalizacije je izveden iz riječi "global" što znači ukupnost, a globalizam je način gledanja na događaje u cjelini ili u globalu.

## Povijest
Ako se fokusira samo na ekonomski aspekt, postoje različita tumačenja kad je globalizacija počela. Neki je datiraju u 16. stoljeće, u početak kolonijalizma, dok drugi to čine u doba stvaranja međunarodnih koncerna. Za neke pak proces globalizacije počinje s ukidanjem čvrstih deviznih tečajeva i s raspadom Istočnog bloka. Ukupno govoreći, globalizacija svoje korijene ima u režimu slobodne trgovine čiji je glavni zagovornik bio Britansko Carstvo u 19. stoljeću, i koji je nestao za vrijeme prvog svjetskog rata i uvođenjem protekcionizma među ratom osiromašenim velikim silama.
Iako su pokušaji globalizacije započeli još nakon drugog svjetskog rata, taj proces se intenzivirao tek sa završetkom hladnog rata i uspostavljanjem SAD kao jedine globalne sile. U njoj je kao dominantna ideologija vladao ekonomski liberalizam te je agresivno promovirana globalizacija kao rješenje većine problema u suvremenom svijetu.
Zagovornici globalizacije tvrde kako bi ukidanje carina i drugih ograničenja dovelo do jačanja tržišne utakmice, odnosno pojave kvalitetnijih roba i usluga. Također se navodi kako bi intenziviranje kontakta među ljudima i državama u svijetu smanjila mogućnost velikih sukoba.
S vremenom, a pogotovo nakon dolaska Georgea W. Busha na vlast u SAD, razvio se antiglobalizacijski pokret kao reakcija na globalizaciju. Antiglobalisti drže kako će globalizacija u svom neograničenom obliku cementirati nejednakost u svijetu, učiniti siromašne države ovisnim o bogatima i spriječiti ih da razviju vlastite ekonomije, odnosno da će svijet staviti pod kontrolu multinacionalnih korporacija motiviranih profitom umjesto brigom za dobrobit čovječanstva.

## Cilj zagovornika globalizacije
Cilj svih globalizatora je stvoriti jedinstvenu svjetsku vlast, s tim što su kolektivističke ideologije kao boljševizam,  fašizam i nacionalsocijalizam to željeli stvoriti silom, dok liberalizam to nastoji provesti djelovanjem ekonomskih zakona i slobodnog tržišnog liberalizma. Ako se zanemare različite ideološke maske raznih globalizatora kojima su privlačili sljedbenike, globalizacija je težnja za stjecanjem političkog, vojnog, obavještajnog, novčarskog, proizvodnog, medijskog ili trgovačkog monopola na svjetskom nivou. Globalizacija pokreće niz društvenih i političkih pitanja, upliće se u programiranje nacionalnih ekonomija, pozicionira ih u svjetskom gospodarstvu, ima snažan utjecaj na funkcioniranje socijalnih pitanja. Ukratko, "globalizacija zapravo znači denacionalizaciju" - ona otvara pitanja postojanja nacionalne države, suvereniteta, stvaranja novih transnacionalnih državnosti i identiteta.

## Neoliberalni globalizam
Liberalni individualizam izrastao na pozitivnim stavovima ekonomskog liberalizma,  temelji se na zagovaranju potpune slobode pojedinca, slobodnom tržištu s jednakim šansama za sve, te indiferentnosti prema obitelji, naciji i vjeri. Liberalizam je uspio stvoriti na nivou pojedinih nacionalnih država vrlo snažna gospodarstva, ali je na svjetskom nivou imao daleko manje uspjeha. Zbog toga je u gospodarski najrazvijenijim državama, nakon propasti komunizma razvijena ideologija neoliberalizma koja javno zagovara potpuno slobodnu tržišnu konkurenciju na svjetskom nivou, ali je stvarno nastoje nametnuti samo slabijim državama, dok se sami služe prikrivenim protekcionizmom, raznim oblicima financijske agresije i valutnih ratova, namjernim izazivanjem privrednih kriza, a kada im je neophodno nije im strano ni izvođenje provokacija, radi izazivanja oružanih sukoba.

## Metode globalizacije
Globalizacija ima različite dimenzije poput komunikacijsko-tehničke, militantne, tehnološke, ekonomske, kulturne, građansko-društvene i radno-organizacijske. U svima njima zajednička je namjera sudionika tih strukura da slome jedinstvo nacionalne države i nacionalnog društva.
Kao najlukavija ideologija za stjecanje svjetske vlasti liberali su najduže opstali zahvaljujući tome što su njihovi javni ciljevi pozitivni i sukladni pozitivnoj tržišnoj selekciji prema sposobnostima, iako im je tajno djelovanje često potpuno suprotno, usmjereno izigravanju slobodne tržišne konkurencije i održavanju vlasti u rukama uske elite. Običaj modernih globalista je javno zagovarati jedno, a na tajnim sastancima raznih elitnih «klubova» koji uključuju državne funkcionare,  poduzetnike,  znanstvenike,  bankare,  novinare i ostale «uglednike», donositi suprotne dogovore o tom kome obavještajne službe trebaju dostavljati povjerljive podatke o potezima konkurencije, kome treba krasti takve podatke; kome treba pomoći, a kome uskratiti pomoć; koga državne inspekcijske službe trebaju zaobilaziti, a koga pojačano nadzirati; koje znanstvene projekte treba financirati, a koje kočiti; koga treba financirati, a koga ne; u kojim medijima se treba oglašavati, a u kojima ne; koga preko medija treba napadati, a koga hvaliti. Sve to suprotno je načelima slobodne tržišne konkurencije i predstavlja poništenje tržišnog mehanizma selekcije prema sposobnosti.  

## Uspjesi globalizma
Stvaranje svjetske financijske piramide moći je početkom 21. stoljeća prošireno na veći dio svijeta. Visokopozicionirani političari nastavljaju vladati sukladno prevladavajućim koncepcijama te ustraju u vjerovanju u univerzalnost sustava koji se predstavlja liberalnim/neoliberalnim. Većina njih, bez obzira je li lijeva ili desna opcija, primjenjuje i nudi iste recepte: deregulaciju, podređivanje tržišnim zakonima, prekomjerni produktivizam, denacionalizaciju. 
Uspostavljeno je stanje u kojem su najutjecajniji veliki dioničari najvećih svjetskih kompanija, a najveći dioničari u ovoj svjetskoj financijskoj piramidi ponekad nastoje uskladiti svoje interese na svjetskom nivou, ali se ponekad znaju i sukobiti, što se može primijetiti kroz valutne ratove između SAD-a, Kine, Rusije i Eurozone. Kako bi sve angloameričke, formalno samostalne banke i multinacionalne korporacije djelovale usklađeno razrađeni su detaljni strateški planovi borbe protiv konkurencije, a pojedini zadaci iz tih planova preneseni su na specijalizirane međunarodne organizacije kao što su MMF,  WB,  WTO i slične. Strateški cilj ove interesne skupine sastavljene od nekoliko stotina financijskih, trgovačkih i proizvođačkih obitelji je zadržati postojeće pozicije,  spriječiti razvoj konkurenata, te po mogućnosti proširiti svoje pozicije.

## Perspektive antiglobalizma
Antiglobalističke su manifestacije sve češće. S jedne strane javljaju se protivljenja liberalnom kapitalizmu, tržišnim snagama, a s druge strane javlja se žaljenje za tzv. "Fordističkim modelom", to jest, 30 slavnih godina države blagostanja od 1945. do 1975. Antiglobalističke tendencije pojavljuju se zbog negativnog utjecaja koji globalizacija ima na zaposlenost, socijalnu koheziju, izraziti anti-nacionalizam, uništavanje koncepta države-nacije itd.
Antiglobalistički pokreti mogu uspjeti u svojim nastojanjima protiv negativnih efekata globalizacije samo povratkom na stvarni ekonomski liberalizam, bez zakulisnih obavještajnih igara, bez prikrivene monopolizacije i ograničavanjem svih oblika financijske agresije. Najvažnije sredstvo im je internet kojim mogu širiti informacije o tajnim dogovorima političara, bankara i vlasnika medija koji manipuliraju masama.